# Monkey Gone to Heaven
Singles de Pixies
Gigantic
(1988) Here Comes Your Man
Pistes de Doolittle
1989
Monkey Gone to Heaven est une chanson du groupe de rock indépendant américain Pixies présente sur l'album Doolittle (1989).